# Roy Mohan
Roy Ramdath Mohan is een Surinaams arts, bestuurder en politicus. Hij was kandidaat tijdens de verkiezingen van 2010 als lijsttrekker van de BVD in Paramaribo en sinds de verkiezingen van 2015 voor de VHP. Sinds 2015 is hij lid van De Nationale Assemblée. Hij is lid van het hoofdbestuur en president van de Lions Club in Commewijne.

## Biografie
Mohan was in 2010 lid van de Basispartij voor Vernieuwing en Democratie (BVD) die onder leiding stond van de zakenman Dilip Sardjoe. Tijdens de verkiezingen van dat jaar was Mohan lijsttrekker van zijn partij, die deel uitmaakte van de alliantie V7. Zijn partij bleef op 1997 stemmen steken, wat te weinig was voor een zetel. De BVD viel daarna uit elkaar en Mohan stapte met een groep aanhangers over naar de Vooruitstrevende Hervormings Partij (VHP). Zijn kandidatuur voor de VHP in Commewijne tijdens de verkiezingen van 2015 leverde opnieuw onvoldoende stemmen op voor een plek in De Nationale Assemblée.
Op partijcongressen van de VHP spreekt hij als deskundige op medisch gebied (hij is arts van beroep) en op het gebied van sociale wetgeving. Verder maakt hij deel uit van het hoofdbestuur van de VHP en van het duoleiderschap van het Districtscampagne Team (DCT) in Commewijne. Daarnaast is hij president van de Lions Club in het district.
Tijdens de verkiezingen van 2020 was hij de lijsttrekker van de VHP van Commewijne en werd hij gekozen voor een periode van vijf jaar in DNA. Tijdens de verkiezingen van 2025 werd hij op nummer 13 van de landelijke lijst van de VHP herkozen.